# Gashult

Gashult är en by i Kronobergs län. Det var troligen ursprungligen bara en gård, i Torpa socken i Ljungby kommun.
Byn omnämns 1375 då en gård i Gashult skänks till Nydala kloster.
Gashult bestod av 1 och 3/8 mantal skatte enligt de äldre jordeböckerna. Byn hade 1930 telefonstation och småskola, 1930 hade byn 14 jordbruksfastigheter och tre andra fastigheter. Jordbruksfastigheterna var taxerade till 67 700 kr varav 61 900 kr var jordbruksvärde och 5 800 kr var skogsvärde. Andra fastigheter var taxerade till 1 400 kr,
Gashults skola var folkskola 1921–1952, för årskurs 1–6 till 1935, sedan från 1935 även för årskurs 7, sedan blev det småskola efter storkommunreformen 1952 men skolan lades ner 1962. Skolan ombyggdes senare till fritidshus men brann i januari 2007.